# Gernika (pel·lícula de 2016)
Gernika és una pel·lícula dramàtica, bèl·lica i romàntica hispano-estatunidenca del 2016 dirigida per Koldo Serra i protagonitzada per James D'Arcy, María Valverde i Jack Davenport. És el primer llargmetratge de ficció fet sobre el bombardeig de Guernica el 1937.

## Sinopsi
Bilbao l'abril de 1937, 9 mesos després de l'inici de la Guerra civil espanyola. Henry Howell, és un corresponsal nord-americà famós pel seu talent i passió per la veritat. No obstant això, en els darrers anys s'ha convertit en cínic i oportunista i només es preocupa per la seva imatge i prestigi. Tot cobrint els enfrontaments del bàndol republicà, coneix una jove idealista anomenada Teresa, censora del govern de la Segona República Espanyola que coneix bé la seva feina i l'acusa de deixar-se endur i perdre la passió.
El personatge de George Horwel s'inspira en el periodista britànic George Steer, present als esdeveniments de Guernica i el telegrama del qual sobre el bombardeig de Gernika seguirà sent famós en l'àmbit anglosaxó També s'inspira parcialment en Ernest Hemingway i Robert Capa.

## Repartiment
- James D'Arcy - Henry
- María Valverde - Teresa
- Jack Davenport - Vasyl
- Ingrid García Jonsson - Marta
- Álex García - Marco
- Bárbara Goenaga- Carmen
- Joachim Paul Assböck - Wolfram Freiherr von Richthofen
- Burn Gorman - Cònsol
- Markus Oberhauser - Capità

## Producció i estrena
El rodatge es va fer a Bilbao, a una plaça davant el Teatre Arriaga, Getxo, Barakaldo, Azpeitia i a Guipúscoa. El rodatge del bombardeig i la vila destruïda de Gernika es va fer a Artziniega.
És una pel·lícula políglota. En la versió original, l'anglès és l'idioma principal de la pel·lícula i la narració. Els russos també parlen anglès amb accent rus i els alemanys de la legió Còndor en alemany. La població local i els soldats republicans parlen molt sovint castellà i algunes vegades basc. Entre Teresa i la seva mare Karmen, parlen en basc.
La pel·lícula fou estrenada al Festival de Màlaga el 26 d'abril de 2016, el 79è aniversari del bombardeig de Guernica.